# San Martino in Rio
Pour les articles homonymes, voir San Martino.
San Martino in Rio est une commune italienne de la province de Reggio d'Émilie dans la région Émilie-Romagne en Italie.

## Administration
| Période                                  | Période           | Identité       | Étiquette | Qualité |
| ---------------------------------------- | ----------------- | -------------- | --------- | ------- |
| 20 juin 1985                             | 27 septembre 1993 | Ilio Patacini  | PCI/PDS   |         |
| 27 septembre 1993                        | 14 juin 2004      | Marco Mariani  |           |         |
| 14 juin 2004                             | 30 mai 2006       | Giorgio Panari |           |         |
| 30 mai 2006                              | 5 juin 2016       | Oreste Zurlini |           |         |
| 5 juin 2016                              | en cours          | Paolo Fuccio   | PD        |         |
| Les données manquantes sont à compléter. |                   |                |           |         |

### Hameaux
Case Culzoni, Case Vellani, Gazzata, Montecatini, Osteriola, Stiolo, Trignano

### Communes limitrophes
Campogalliano, Correggio (Italie), Rubiera